# Itō Shōha

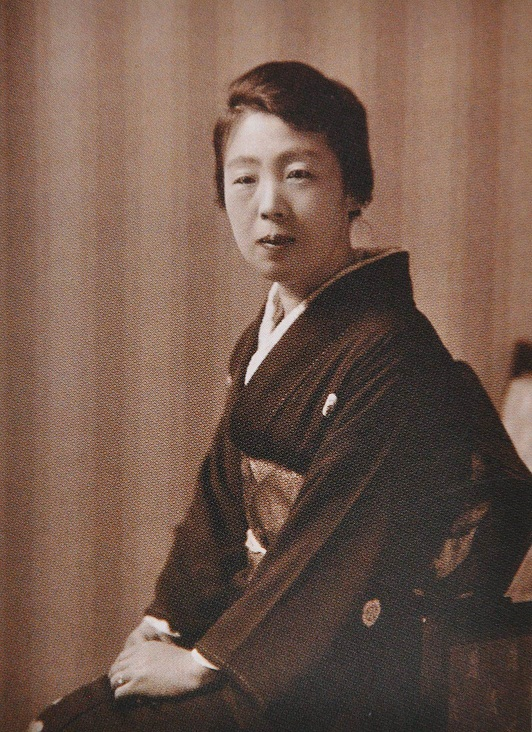
Itō Shōha

Itō Shōha (japanisch 伊藤 小坡, eigentlich Ujitoko Sato (宇治土公 佐登), geboren 24. März 1877 in Ujiurata, Landkreis Watara (heute Stadtteil von Ise), Präfektur Mie; gestorben 1. Juli 1968) war eine japanische Malerin der Nihonga-Richtung während der Taishō- und Shōwa-Zeit.

## Leben und Werk
Itō Shōha wurde als älteste Tochter des Oberpriesters am Sarutahiko-Schrein (猿田彦神社, Sarutahiko-jinja), Ujitoko Sadamoto (宇治土公 貞幹), geboren. Sie begann ein Studium der Malerei unter Isobe Hyakurin (磯部百鱗; 1836–1906), ging dann 1898 nach Kyōto und bildete sich unter Morikawa Sobun (森川曽文; 1847–1902) weiter. Nach seinem Tod 1902 wechselte sie zu Taniguchi Kōkyō (谷口香嶠; 1864–1915), der ihr den Künstlernamen Shoha vorschlug. 1908 heiratete sie Itō Rojō (伊藤鷺城; 1873–1948), der ebenfalls bei Taniguchi studierte. 1925 konnte sie auf der 9. „Bunten“ das Bild 製作の前 ausstellen. Sie erhielt dafür einen 3. Preis, womit sie bekannt wurde. Sie stellte weiter auf der Bunten aus, schloss sich dann aber dem Widerstand gegenüber der staatlich organisierten Bunten an und wurde 1919 Gründungsmitglied der „Nihon jiyū gadan“ (日本自由画壇). Sie kehrte jedoch im folgenden Jahr zur staatlichen Ausstellung, die nun abgekürzt „Teiten“ genannt wurde, zurück, und stellte da auch in den folgenden Jahren aus.
1922 war im Rahmen der „Japanisch-Französischen Kunstaustausch-Ausstellung“ (日仏交換美術展, Nichifu kōkan bijutsuten) in Paris ihr Bild „Biwa-Notizen“ (琵琶記) zu sehen, das von der französischen Regierung angekauft wurde. In der Taishō-Zeit waren auf der staatlichen Ausstellungsreihe die Bilder „Unaufhörlich“ (つづきもの, Tsuzukimono), „Sommer“ (夏, Natsu), „Ziegenmilch“ (山羊の乳, Yagi no nyū) und andere Bilder zu sehen, Bilder der Genre-Malerei mit dem einfachen Leben als Thema.
Mit Beginn der Shōwa-Zeit wandte sich Itō nun mehr der Genre-Malerei mit geschichtlichen Themen zu, mit Bildern, wie das auf der 9. Teiten (1928) gezeigte „Herbstlaub und Frauen am Hof“ (秋草と宮仕へせる女達, Akikusa to miya-shiseru onnatachi). Nach dem Bild „“ (春日局, Kasuga no Tsubone), das sie 1931 auf der 12. Teiten zeigte, konnte sie Jury-frei ausstellen. Bereits 1928 war sie Takeuchi Seihōs  Künstlergruppe Chikujō-kai (竹杖会) beigetreten.
Itō Shōha wird als die herausragende Malerin nach Uemura Shōen gesehen.